# Квинт Титурий Сабин
Квинт Титу́рий Саби́н (лат. Quintus Titurius Sabinus; погиб в конце 54 года до н. э., Трансальпийская Галлия) — римский военный деятель из плебейского рода Титуриев, легат в армии Гая Юлия Цезаря на начальном этапе Галльской войны. В 54 году до н. э. предательски убит эбуронским вождём Амбиориксом.

## Биография
Квинт происходил, предположительно, из Сергиевой трибы; его предполагаемый отец и дед носили один и тот же преномен — Луций. В отличие от Луция-старшего, о котором почти ничего неизвестно, Луций-младший в 89 году до н. э. заведовал чеканкой монет. В 87 году до н. э. он служил легатом у Луция Корнелия Суллы, а с конца 75 года до н. э. — у Помпея Великого в Испании.
Квинт же, в свою очередь, в 58 году до н. э. получил должность легата в Галлии у Гая Юлия Цезаря. В 57 году до н. э. он участвовал в кампании против племени белгов. Спустя год Сабин с тремя легионами покоряет венеллиев, кориосолитов и лексовитов во главе с их вождём Виридовиксом.
В 55 году до н. э. Сабин вновь становится легатом с Луцием Аврункулеем Коттой во время карательного похода против менапиев и моринов. В ноябре 54 года до н. э. Сабин — начальник легиона и десяти когорт, которые находились в зимнем лагере Адуатука на территории племени эбуронов. После нападения эбуронского вождя Амбиорикса римляне заключили с ним мир и по предложению Сабина решили перейти в более укреплённый зимний лагерь, несмотря на протесты другого легата — Котты. Легион с когортами покинул лагерь, но Амбиорикс вероломно напал на римлян и вырезал всю их армию. Во время битвы погиб и Сабин. Цезарь перекладывает всю вину за поражение римлян на Сабина.